# BEPS
Размывание налоговой/налогооблагаемой базы и вывод доходов/прибыли из-под налогообложения — схемы ухода от налогов, заключающиеся в искусственном выводе доходов из стран с высокими налогами, где они и генерируются, в страны с низкими/нулевыми, где экономическая активность низка или не ведётся. По оценкам ОЭСР применение таких схем позволяет ТНК снизить налогообложение на от 4 до 8.5 процентных пунктов. Среди стран ОЭСР и G20 это от 4 до 10 % корпоративных налогов или от $100 млрд до $240 млрд. Для борьбы с этим ОЭСР создала проект BEPS и MLI BEPS.
Основные лазейки:
- Законодательные различия стран
- Цифровая доставка товаров и оказание услуг
- Внутренние транзакции
- Трансфертное ценообразование
- Неэффективные меры по борьбе с уходом от налогов
- Режимы преференций